# ساهاک داشیان
ساهاک سارگسی داشیان (ارمنی: Սահակ Սարգսի Դաշյան؛  زادهٔ ۱۶ نوامبر ۱۹۰۳ - درگذشته نامعلوم) یک دیپلمات، و سیاستمدار اهل ارمنستان بود .

## زندگی‌نامه
وی در ۱۶ نوامبر ۱۹۰۳ در زیلیک به دنیا آمد و از انستیتوهای کوهستانی (۱۹۳۶) و شرق‌شناسی (۱۹۳۹) مسکو فارغ‌التحصیل گشت. وی در وزارت امور خارجه اتحاد جماهیر شوروی فعالیت می‌کرد. همچنین برندهٔ جوایزی همچون نشان پرچم سرخ کار و نشان برجسته افتخار شده است. تاریخ درگذشت وی نامعلوم است.

## یادداشت
1. ↑  Մոսկվայի Լեռնային  և Արևելագիտության ինստիտուտներ
2. ↑  ԽՍՀՄ Արտաքին գործերի նախարարություն